# C. Bechstein

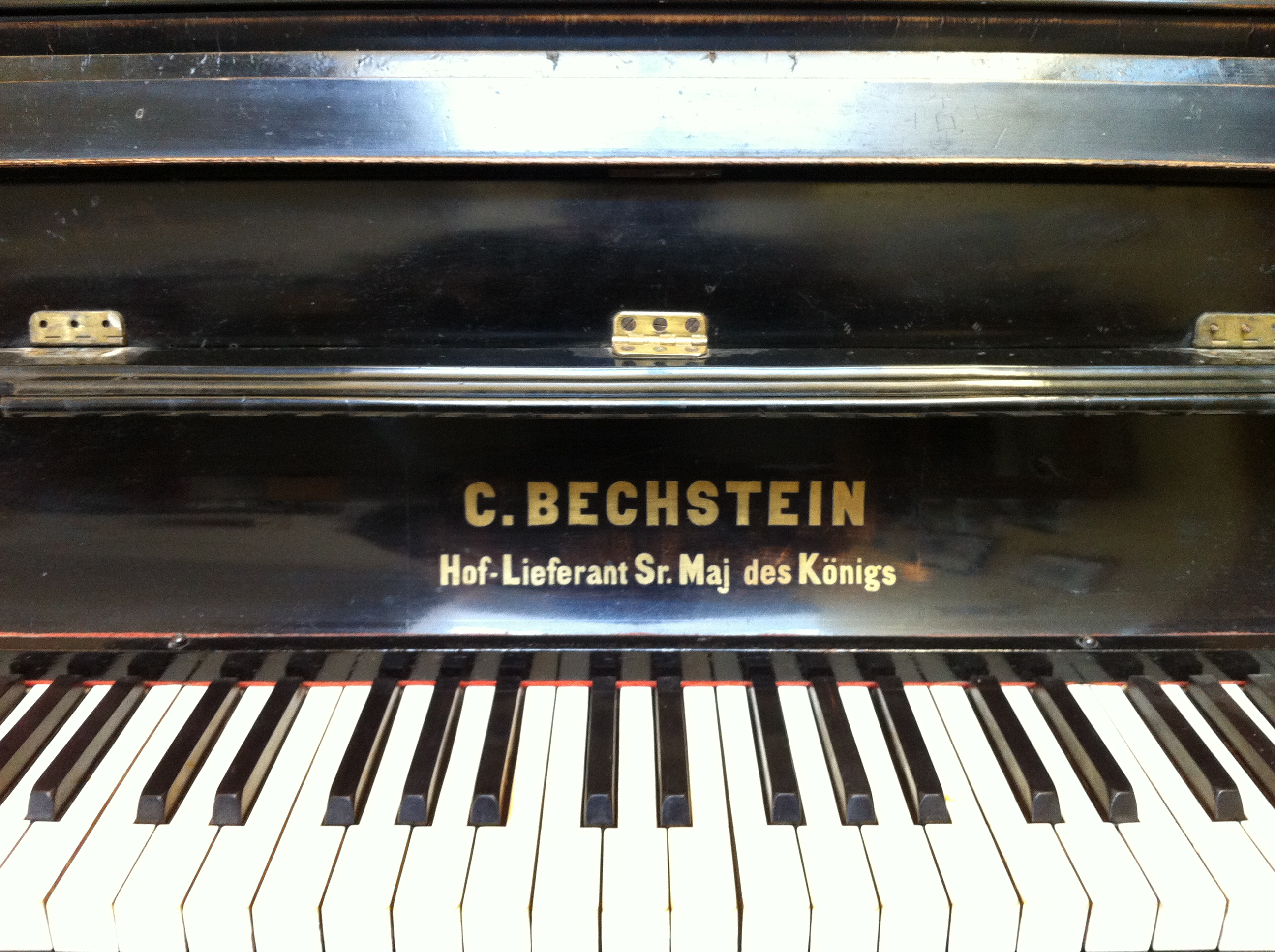
Bechstein-Schriftzug, 1870

Die C. Bechstein Pianoforte GmbH ist ein deutscher Hersteller und Händler von Klavieren und Flügeln. Die Klavierfabrik wurde von Carl Bechstein im Jahr 1853 in der Berliner Johannisstraße 5 gegründet und war Hoflieferant des Königs Friedrich Wilhelm IV. von Preußen.
Gegenwärtig werden die Instrumente der Marken C. Bechstein Concert und C. Bechstein Academy in Seifhennersdorf in Sachsen produziert. Zudem stellt das Unternehmen Instrumente unter den Marken W. Hoffmann und Zimmermann her.
Mit jährlich rund 3.700 verkauften Instrumenten ist Bechstein der größte europäische Klavier- und Flügelhersteller und einer der gefragtesten weltweit.

## Geschichte

### Gründung und Anfänge

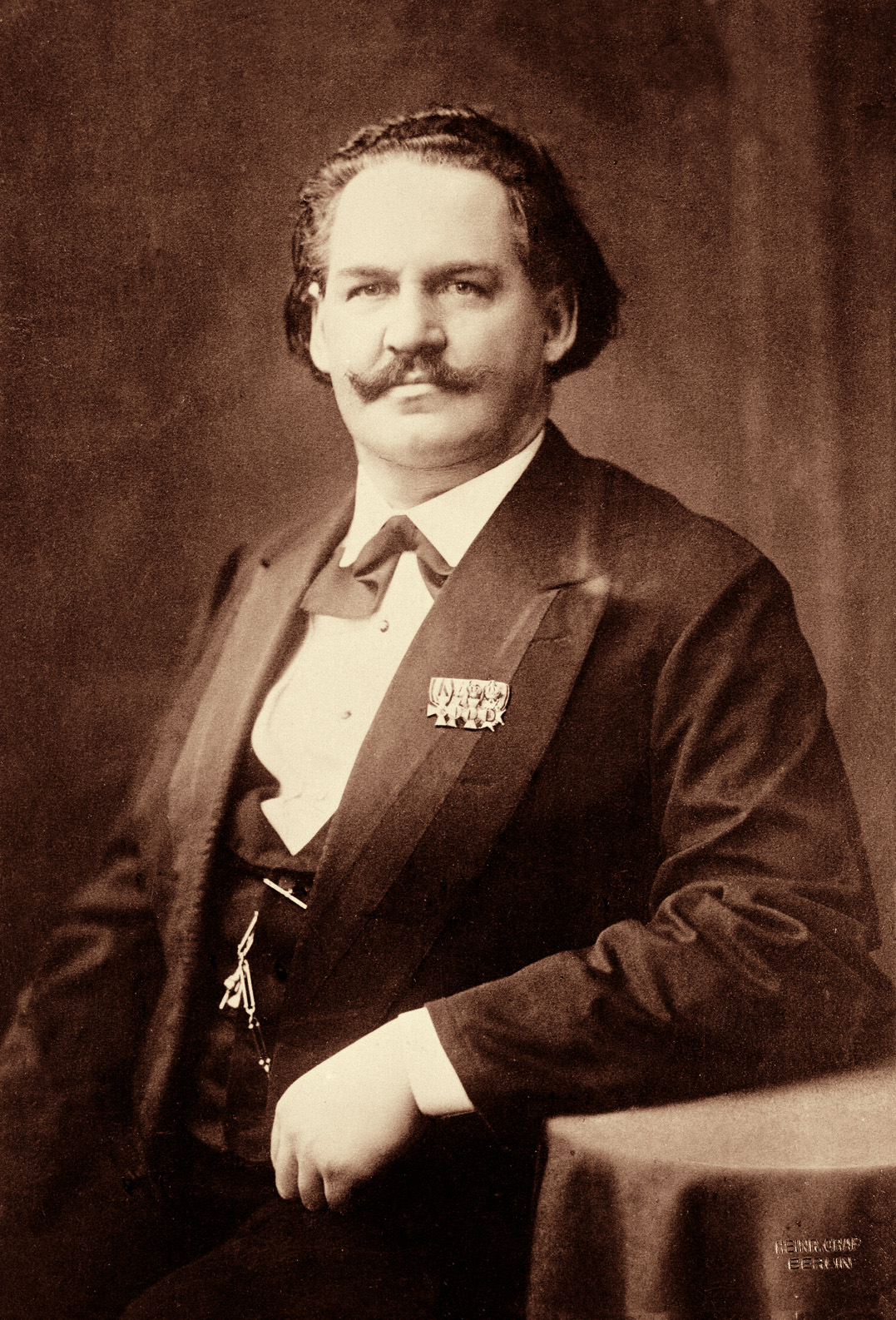
Carl Bechstein

Die Pianofortefabrik begann Carl Bechstein als Ein-Mann-Betrieb im Jahr 1853. Bis zum Jahr 1859 lieferte Bechstein 176 Instrumente aus.
Ende der 1860er-Jahre begann Carl Bechstein mit dem Export seiner Instrumente unter anderem nach Großbritannien und Russland. Als Geschenk an Richard Wagner bestellte König Ludwig II. von Bayern bei Carl Bechstein ein Kompositionsklavier, das Wagner größte Freude bereitete.
Ab dem Jahr 1870 stellte das Unternehmen jährlich rund 500 Instrumente her. Im Jahr 1882 fand die Gründung einer zweiten Fabrik in Berlin statt. Im Jahr 1885 folgte eine Dependance in London und im Jahr 1897 die dritte Fabrik in Berlin.

### 1900–1945

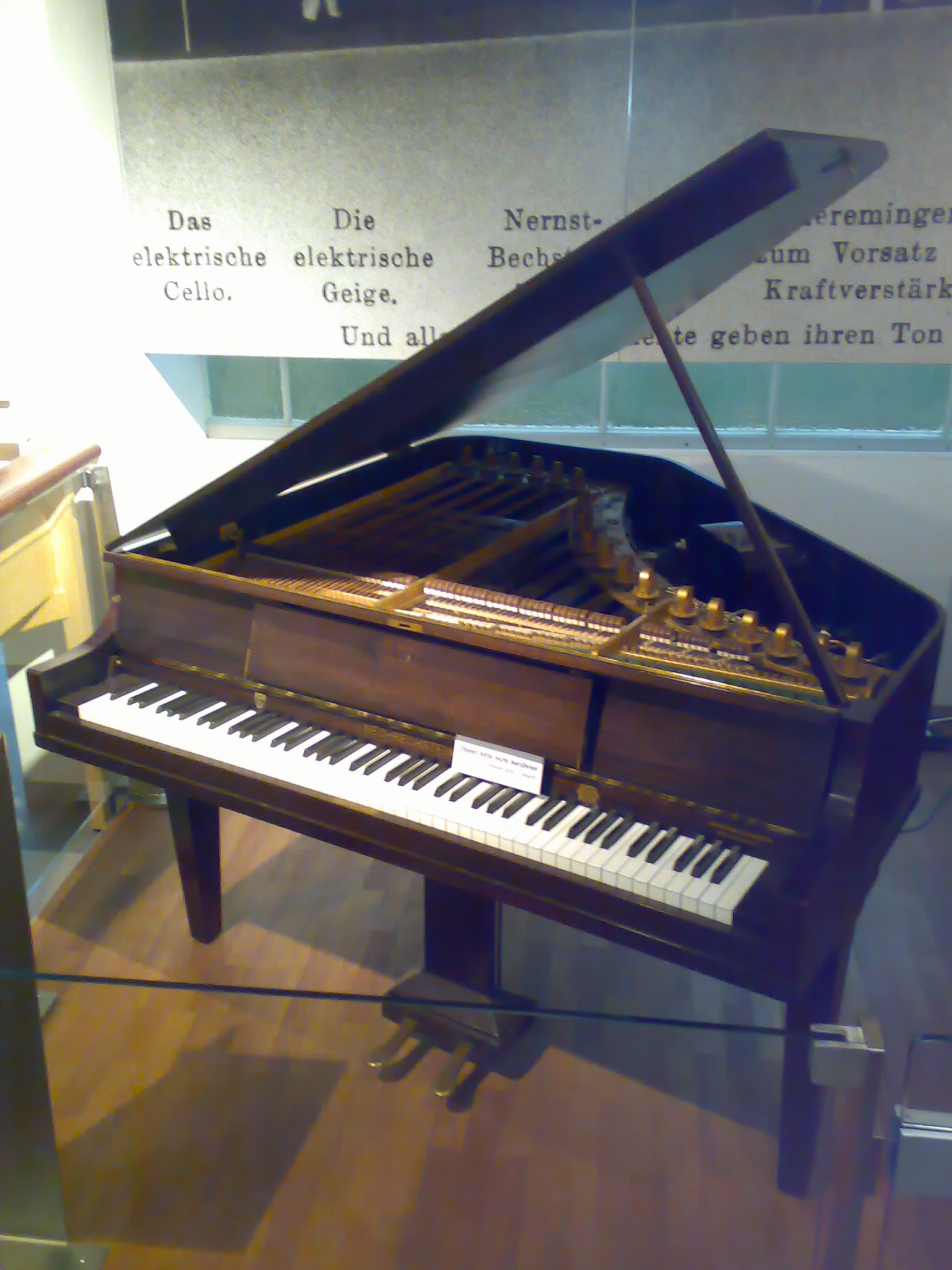
Neo-Bechstein-Flügel, 1930er Jahre

Nach dem Tod Carl Bechsteins im Jahr 1900 übernahmen seine Söhne Edwin (1859–1934), Carl jun. (1860–1931) und Johannes (* 1863) das Unternehmen. Edwin übernahm die kaufmännische Leitung, Carl den Instrumentenbau. Im Jahr 1903 hatte der Betrieb 800 Beschäftigte und stellte jährlich 4500 Instrumente her. Im gleichen Jahr gründete die Gesellschaft eine weitere Niederlassung in Paris.
In London wurde mit der Bechstein Hall im Jahr 1901 der Bau eines eigenen Konzertgebäudes vollendet. Mit dem Ausbruch des Ersten Weltkrieges und der folgenden Enteignung und Schließung erhielt das Gebäude im Jahr 1917 den Namen Wigmore Hall und war wieder für den Konzertbetrieb geöffnet. Weitere Konzertgebäude errichtete Bechstein in Paris und Sankt Petersburg. Carl Bechstein verkaufte seine Instrumente an Konzertveranstalter, Kaiserhöfe und Konservatorien. Seine Bekanntheit ließ den Export stark ansteigen.
Während des Ersten Weltkrieges kam im Jahr 1916 das Aus für die Bechsteinschen Auslandsfilialen. Die britische Regierung hatte die Zwangsliquidation aller deutschen Niederlassungen angeordnet; auch in Frankreich wurde Bechstein enteignet.
Edwin und seine Frau Helene Bechstein kauften sich im Jahr 1923 wieder in das Unternehmen ein. Edwin war im Jahr 1916 nach einem Streit mit seinem Bruder ausgeschieden und hatte sich auszahlen lassen. Helene Bechstein, nun Mitinhaberin des Unternehmens, war eine frühe Verehrerin Adolf Hitlers und unterstützte ihn auch finanziell. Diese Aktivitäten waren dem Unternehmen indessen nicht zuträglich. Wegen Helenes offener antisemitischer Einstellung verlor man einige wichtige Kunden.
Bechstein stellte der Weltausstellung in Barcelona 1929 einen vergoldeten Bechstein-Flügel zur Verfügung.
Die Firma konstruierte einen der ersten elektroakustischen Flügel (Neo-Bechstein) der Welt, der die Hausmusik beflügeln sollte. Das elektro-akustische Klavier (E-Piano) wurde zu Beginn der 1930er Jahre am Physikalischen Institut der Humboldt-Universität zu Berlin (Leitung Professor Walther Nernst) zusammen mit den Unternehmen Bechstein und Siemens/Telefunken entwickelt.
Während des Zweiten Weltkrieges richtete man innerhalb des Unternehmens eine Abteilung für Propellerbau ein.

### 1945-Gegenwart
Wegen der engen Kontakte zum nationalsozialistischen Regime beschlagnahmte und entnazifizierte die amerikanische Besatzungsmacht das Unternehmen Bechstein. Die amerikanische Treuhändergesellschaft hob im Jahr 1951 diese Beschlagnahme wieder auf, zunächst mit Ausnahme der früheren Anteile von Helene Bechstein. Im Jahr 1959 gründete Bechstein eine weitere Fabrik in Karlsruhe. Die Zahl der jährlich dort und in Berlin gebauten Instrumente belief sich in den 1960er-Jahren auf 1000 Stück. Später folgte ein weiterer Standort in Eschelbronn. 1963 stieg der US-Klavierhersteller Baldwin Piano Company mit Sitz in Cincinnati, Ohio durch den Erwerb einer Beteiligung an der Bechstein AG in das Unternehmen ein, die bis Mitte der 1970er Jahre zu einer Mehrheitsbeteiligung ausgebaut wurde. 1973 wurde unter der Federführung von Baldwin die Aktiengesellschaft in eine GmbH umgewandelt. 1986 kaufte der Oldenburger Klavierbaumeister und Musikhändler Karl Schulze das Unternehmen. 1992 wurde von der Treuhand die Sächsische Pianofortefabrik in Seifhennersdorf (ehemals Teil der VEB Deutsche Piano Union) zusammen mit der Marke Zimmermann erworben. Ein Jahr später geriet das Unternehmen in eine Krise und musste einen Insolvenzantrag stellen, konnte aber gerettet werden. 1996 wurde das Unternehmen in eine Aktiengesellschaft umgewandelt, im November 1997 erfolgte der Börsengang. 1999 wurde erstmals eine Dividende gezahlt. 2003 stieg der südkoreanische Musikinstrumentenhersteller Samick als neuer Großinvestor in die Aktiengesellschaft ein, im Gegenzug bekamen Karl Schulze und seine Ehefrau Anteile an Samick. Die Beteiligung von Samick an Bechstein wurde jedoch bereits wenige Jahre darauf zurückgefahren und 2008 die Verbindung vollständig beendet. Als neuer maßgeblicher Investor stieg nun die Berliner Kuthe GmbH, ein Unternehmen der Immobilienwirtschaft, bei der Aktiengesellschaft ein. Diese Beteiligung wurde über die Jahre schrittweise erhöht und betrug im Jahr 2018 über 90 %. 2015 wurde Stefan Freymuth, Geschäftsführer der Kuthe GmbH, Vorstand der Aktiengesellschaft. Ein Jahr später wurde die Aktie von der Börse genommen (Delisting). 2017 schied Karl Schulze aus dem Vorstand aus, Stefan Freymuth wurde Vorstandsvorsitzender.

## Eigentümer

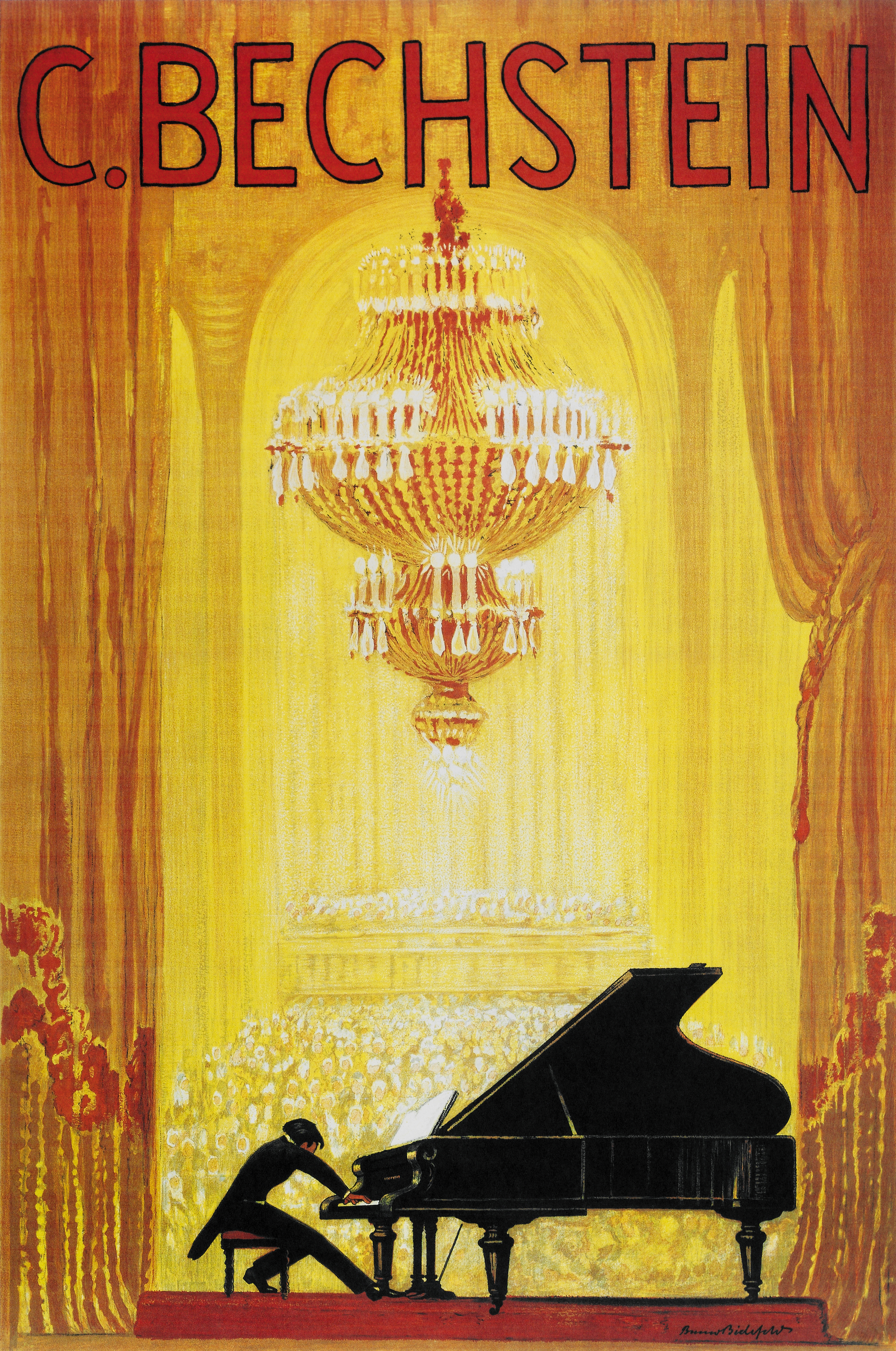
Werbeplakat für den Klavierhersteller C. Bechstein, um 1920.

| Jahr | Rechtsform bzw. Eigentümer                                                                              |
| ---- | --- |
| 1853 | Carl Bechstein als Einzelunternehmer                                                                    |
| 1906 | offene Handelsgesellschaft (OHG)                                                                        |
| 1923 | Aktiengesellschaft im Familienbesitz                                                                    |
| 1945 | Amerikanische Treuhändergesellschaft                                                                    |
| 1951 | Aufhebung der US-Treuhänderschaft                                                                       |
| 1963 | Einstieg des US-amerikanischen Klavierherstellers Baldwin Piano Company                                 |
| 1973 | Umwandlung des Unternehmens Bechstein in eine GmbH                                                      |
| 1986 | Kauf durch Unternehmer und Klavierbaumeister Karl Schulze                                               |
| 1996 | Umwandlung der GmbH in die C. Bechstein Pianoforte AG                                                   |
| 1997 | Börsengang                                                                                              |
| 2003 | Strategische Partnerschaft mit dem südkoreanischen Musikinstrumentenhersteller Samick durch Beteiligung |
| 2009 | Abgabe der Anteile am Unternehmen Samick durch Kapitalerhöhungen                                        |
| 2016 | Delisting der Aktie und Übernahme von 90 % der Aktien durch die Kuthe GmbH (Berlin)                     |
| 2024 | Umwandlung der C. Bechstein Pianoforte AG in die C. Bechstein Pianoforte GmbH in Familienbesitz         |

## Aktivitäten

### Herstellung

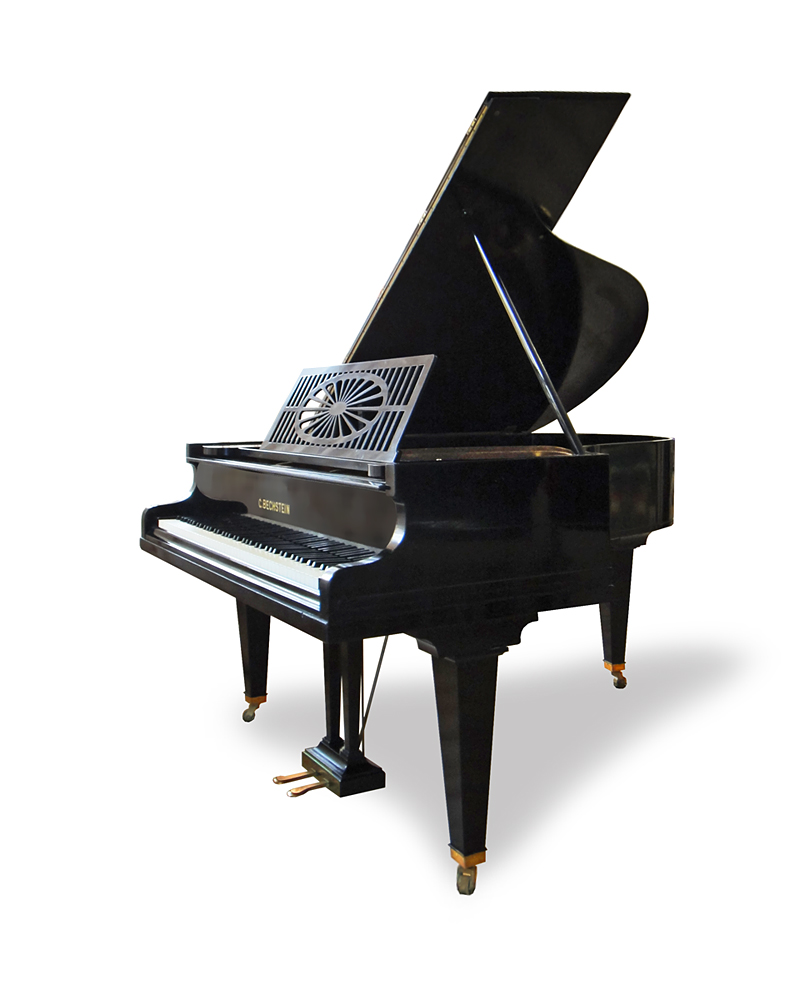
Bechstein-Konzertflügel

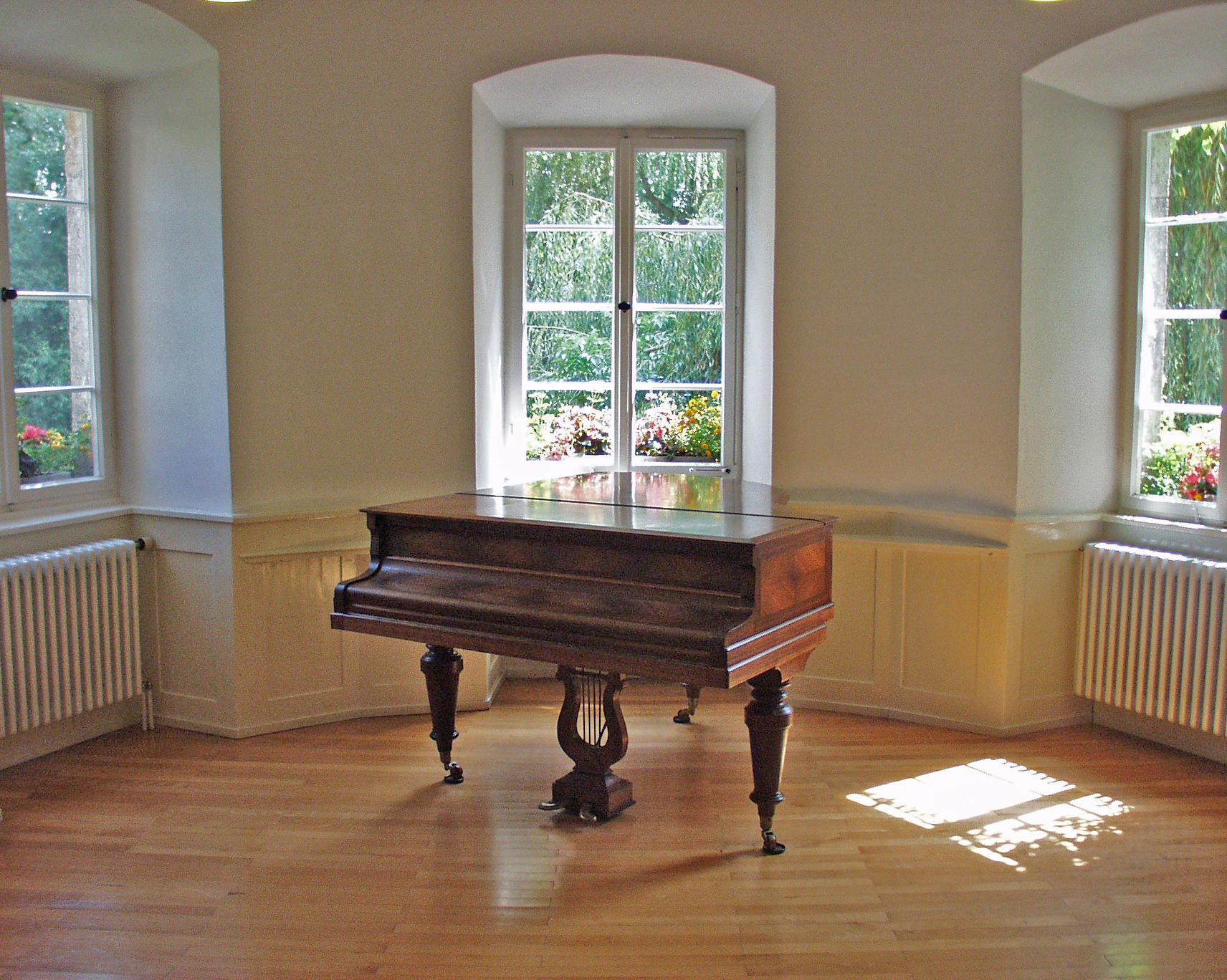
Bechstein-Flügel von 1893

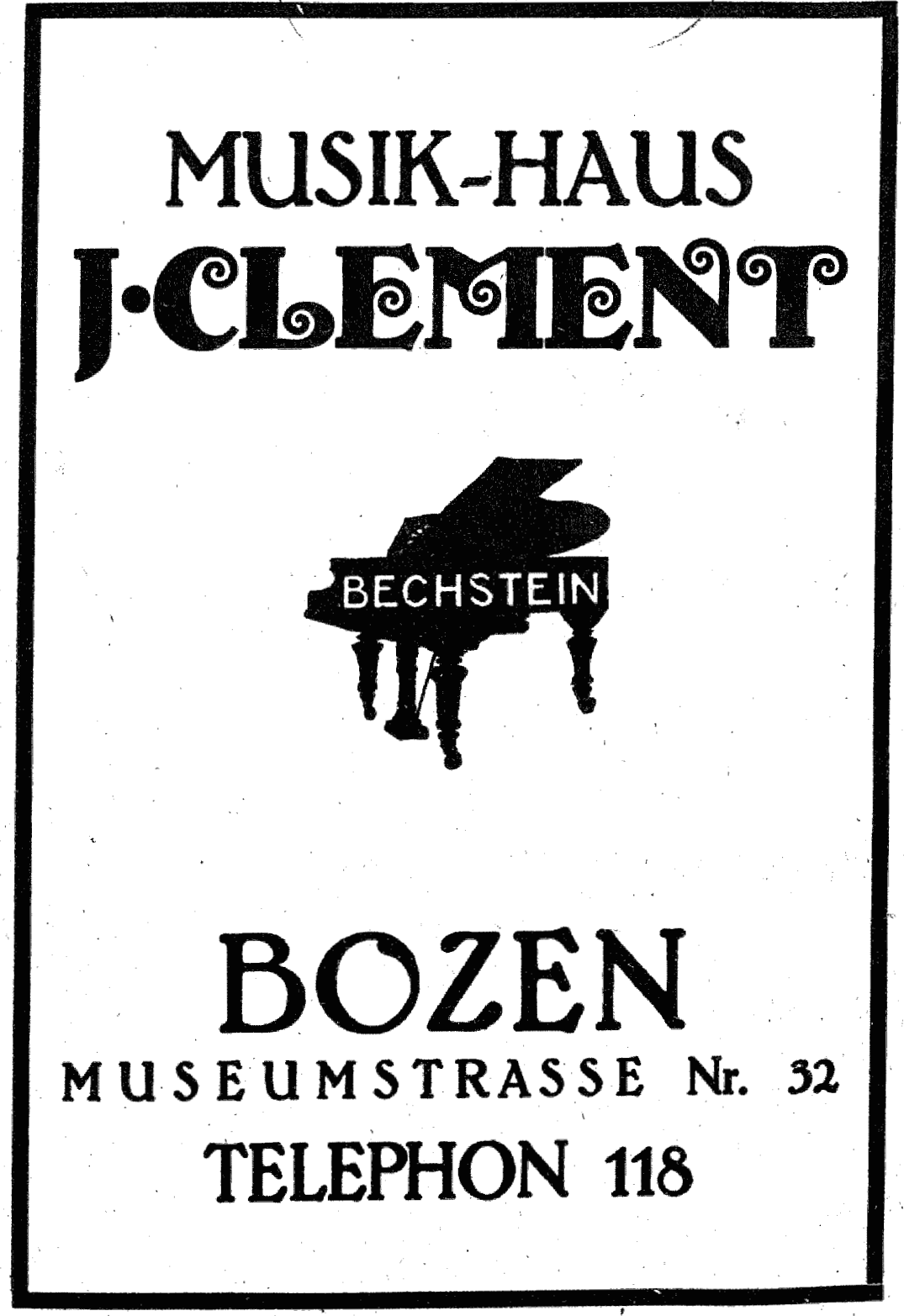
Werbeschaltung für Bechstein-Klaviere von 1925

Im Jahr 2017 wurden 3656 Instrumente verkauft. Im Jahr 2017 lag der Umsatz des C.-Bechstein-Konzerns bei 35,1 Mio. Euro (2016: 33 Mio. Euro), der Jahresüberschuss bei 2,3 Mio. Euro. Zusammen mit Instrumenten von Steingraeber, Blüthner, Bösendorfer, Fazioli, Petrof und Steinway & Sons gehört die Marke zur Spitzenklasse im Bereich von Klavieren und Flügeln.

### Marken
- C. Bechstein Concert
- C. Bechstein Academy
- W. Hoffmann
- Zimmermann
- Euterpe im Gelände der Lufthauptmunitionsanstalt Langlau (Produktionsende im Jahr 2009)
- Wilh. Steinmann (Produktionsende im Jahr 2009)

### Standorte
- In Seifhennersdorf werden die Instrumente der Marken C. Bechstein Concert und C. Bechstein Academy produziert.
- Im tschechischen Hradec Králové werden im Rahmen einer Kooperation mit dem Hersteller Petrof die Instrumente der Marke W. Hoffmann produziert.
- Die Klaviere und Flügel der Marke Zimmermann werden heute im Stadtbezirk Beilun der chinesischen Metropole Ningbo produziert. Dies ist jedoch kein Standort des Unternehmens Bechstein. Die Fabrik gehört dem chinesischen Klavierhersteller Hailun Piano,[19] der neben der eigenen Produktpalette die Zimmermann-Instrumente im Auftrag und unter Aufsicht von C. Bechstein baut.[20]
- Bechstein unterhält in 16 deutschen Städten, Linz, Wien, Prag und Hradec Králové Vertretungen, die von Bechstein Centrum genannt werden.

### Konzertveranstalter
C. Bechstein ist europaweit als Konzertveranstalter tätig. In der Vergangenheit konnte Bechstein international erfolgreiche Pianisten verpflichten, etwa Kit Armstrong, Igor Levit, Alice Sara Ott oder Lise de la Salle. Darüber hinaus hat das Unternehmen die Konzertreihe C. Bechstein Young Professionals gegründet. Hier erhalten Klavierstudierende verschiedener deutscher Musikhochschulen als Talentförderung die Möglichkeit, ihre ersten Konzerte zu geben.

### Sponsoring
Unter der Schirmherrschaft des Pianisten Vladimir Ashkenazy fand im März 2006 der erste Internationale Carl-Bechstein-Klavierwettbewerb Ruhr an der Folkwang-Hochschule in Essen statt. Die Preisträger erhielten neben Geldpreisen auch Konzertengagements.
Jährlich gab es vom Unternehmen organisierte Hochschulwettbewerbe, 2009 beispielsweise in Zusammenarbeit mit der Robert-Schumann-Hochschule in Düsseldorf sowie den Hochschulwettbewerb Baden-Württemberg in Mannheim, 2010 in Zusammenarbeit mit der Hochschule für Musik und Theater in Hannover und 2011 den Hochschulwettbewerb Baden-Württemberg in Trossingen.

## Carl Bechstein Stiftung
Die C. Bechstein Pianoforte AG gehört zu den Stiftern der 2012 gegründeten gemeinnützigen Carl Bechstein Stiftung, die unter anderem Grundschulen kostenlos mit Klavieren ausstattet und seit 2014 jährlich den Carl Bechstein Wettbewerb für junge Pianisten veranstaltet.

## Pianisten

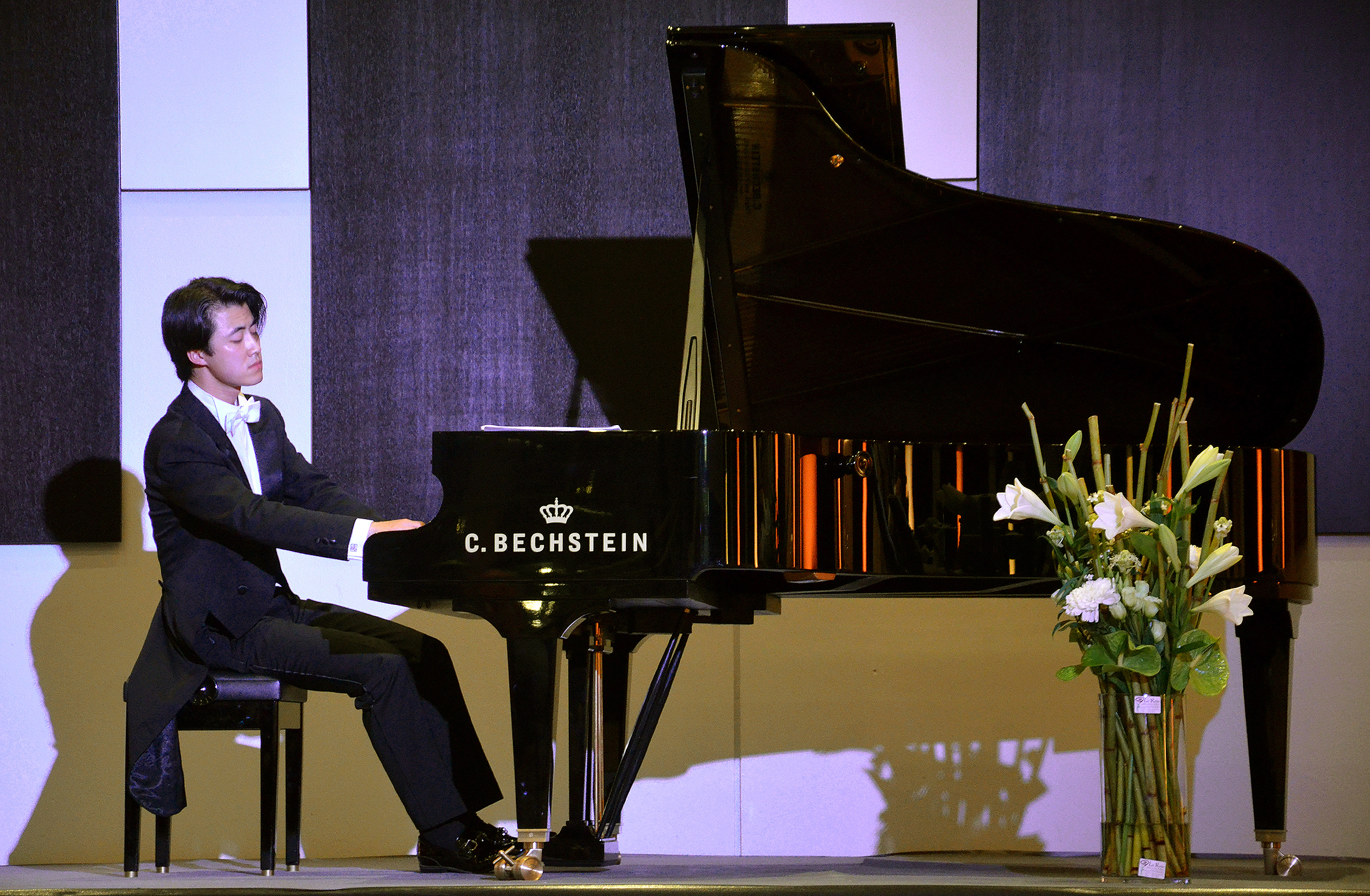
Haiou Zhang am Flügel

Seit Jahrzehnten bevorzugen bedeutende Komponisten wie Franz Liszt, Richard Wagner oder Claude Debussy und berühmte Pianisten wie Wilhelm Backhaus, Walter Gieseking, Artur Schnabel, Wilhelm Furtwängler, Wilhelm Kempff oder Jorge Bolet Flügel der Marke C. Bechstein.
Bereits seit den Anfängen der modernen Tonaufzeichnungen nahmen Pianisten auf Bechstein auf. Berühmte Einspielungen aus den 1930er-Jahren stammen beispielsweise von Artur Schnabel (sämtliche Beethoven-Sonaten für HMV) und Edwin Fischer (Das Wohltemperierte Klavier von Bach für HMV). Nach dem Zweiten Weltkrieg spielten Pianisten wie Jorge Bolet (Decca) und Dinu Lipatti (EMI) Schallplatten auf Bechstein ein.
Aus jüngster Zeit stammen CD-Produktionen auf Bechstein von Aldo Ciccolini, Konstantin Lifschitz, Abdel Rahman El Bacha, Michel Dalberto, Boris Bloch, Pavel Gililov, Shani Diluka, Zhang Hai’ou, David Theodor Schmidt.
Im Bereich des Jazz haben Oscar Peterson, Joachim Kühn und noch im Jahr 2009 Paul Kuhn auf Bechstein aufgenommen. In der Popmusik nahmen die Beatles Hey Jude und White Album auf einem Bechstein auf, ebenso wie David Bowie, Freddie Mercury (Queen: A Night at the Opera), Supertramp, Elton John (Your Song) oder Peter Gabriel. Zahlreiche Schallplatten wurden dabei in den Abbey Road und den Trident Studios aufgezeichnet.

## Trivia
Alexander Skrjabin schrieb am 8. Dezember 1910 an den Pianisten Matwej Presman im Hinblick auf eine geplante Konzerttournee: „Ich sende Dir das Programm meiner Konzerte. Ich vergaß, Dir mitzuteilen, daß ich jetzt immer auf einem Bechstein spiele. Deshalb sei bitte so gut zu veranlassen, daß mir in allen drei Städten gute Instrumente (Bechstein natürlich) bereitgestellt werden. […]“

## Filme
- Ein Klavier geht um die Welt. Dokumentation, Deutschland, 2008, 45 Min., Buch und Regie: Michael Busse und Maria-Rosa Bobbi, Produktion: WDR, Erstausstrahlung: 28. April 2008, Inhaltsangabe vom WDR